# Annapurna Pictures
Annapurna Pictures is een Amerikaanse filmstudio die in 2011 werd opgericht door Megan Ellison. De studio doet aan film- en televisieproductie, distributie, marketing en videogameontwikkeling.

## Geschiedenis
In 2011 richtte de toen 25-jarige filmproducente Megan Ellison, dochter van miljardair en Oracle-oprichter Larry Ellison, het productiebedrijf Annapurna Pictures op. Ze wilde met haar bedrijf investeren in de originele content, gesofisticeerde drama's en auteurscinema die Hollywoodstudio's en hun moederondernemingen vaak te risicovol vinden. Het bedrijf werd genoemd naar het bergmassief Annapurna, dat Ellison ooit tijdens een reis naar Nepal bezocht had.
Sinds 2011 werkte Annapurna al samen met filmmakers als Kathryn Bigelow, Paul Thomas Anderson, Spike Jonze, David O. Russell en Richard Linklater.
In september 2016 werd de televisieafdeling Annapurna Television opgericht. Drie maanden later volgde de oprichting van de computerspelafdeling Annapurna Interactive. In juli 2017 werd de eerste videogame van Annapurna, What Remains of Edith Finch, uitgebracht. In januari 2017 werd aangekondigd dat Annapurna voortaan ook films zou distribueren. In juli 2017 ging met Detroit de eerste film van de distributieafdeling van Annapurna in première. 
In oktober 2018 kwam de studio in opspraak vanwege financiële problemen, veroorzaakt door hoge productie- en distributiekosten en lage opbrengsten. Enkele geplande filmprojecten werd bijgevolg door de studio geannuleerd. In 2018 bracht enkel Sorry to Bother You winst op voor de studio. Hoewel films als Destroyer, If Beale Street Could Talk en Vice belangrijke filmprijzen en nominaties in de wacht wisten te slepen, betekenden ze een verlies van respectievelijk zeven, acht en vijftien miljoen dollar voor Annapurna. In 2019 kon een faillissement vermeden worden door een tussenkomst van Larry Ellison, die een schuldenberg van zo'n 200 miljoen dollar wegwerkte.

## Films van Annapurna

### Productie (selectie)
- Lawless (2012)
- The Master (2012)
- Killing Them Softly (2012)
- Zero Dark Thirty (2012)
- Spring Breakers (2012)
- Her (2013)
- American Hustle (2013)
- Foxcatcher (2014)
- Everybody Wants Some!! (2016)
- 20th Century Women (2016)
- Detroit (2017)
- The Sisters Brothers (2018)
- If Beale Street Could Talk (2018)
- Vice (2018)

### Distributie (selectie)
- Detroit (2017)
- Death Wish (2018)
- The Sisters Brothers (2018)
- If Beale Street Could Talk (2018)